# Lo Calvari (Falset)
Lo Calvari és una muntanya de 416 metres que es troba al municipi de Falset, a la comarca catalana del Priorat.